# Ophrys grafiana
Ophrys grafiana là một loài thực vật có hoa trong họ Lan. Loài này được Soó mô tả khoa học đầu tiên năm 1979.